# Cheilosia ocularis
Cheilosia ocularis är en tvåvingeart som beskrevs av Tokuichi Shiraki 1968. Cheilosia ocularis ingår i släktet örtblomflugor, och familjen blomflugor. Inga underarter finns listade i Catalogue of Life.